# Xã Liverpool, Quận Columbiana, Ohio
Xã Liverpool (tiếng Anh: Liverpool Township) là một xã thuộc quận Columbiana, tiểu bang Ohio, Hoa Kỳ. Năm 2010, dân số của xã này là 4.047 người.